# Dwór (Moszczenica Wyżna)
Dwór – część wsi Moszczenica Wyżna  w Polsce, położona w województwie małopolskim, w powiecie nowosądeckim, w gminie Stary Sącz.
W latach 1975–1998 Dwór administracyjnie należał do województwa nowosądeckiego.